# Župnija Ajdovščina
Župnija Ajdovščina je rimskokatoliška teritorialna župnija dekanije Vipavska škofije Koper.
Leta 2017 se je Župniji Biljana pridružila Župnija Ustje (Podružnica sv. Justa).

## Sakralni objekti
- župnijska cerkev sv. Janeza Krstnika

Od 1. januarja 2018  :
- podružnična cerkev sv. Justa